# Петтері Віртанен
Петтері Віртанен (фін. Petteri Wirtanen; 28 травня 1986, м. Гювінкяя, Фінляндія) — фінський хокеїст, центральний нападник. Виступає за «Йокеріт» (Гельсінкі) у Континентальній хокейній лізі.
Вихованець хокейної школи «Ахмат». Виступав за ГПК Гямеенлінна, «Портленд Пайретс» (АХЛ), «Анагайм Дакс», «Айова Чопс» (АХЛ), ГІФК (Гельсінкі), «Донбас» (Донецьк), «Фрібур-Готтерон».
В чемпіонатах НХЛ — 3 матчі (1+0). У чемпіонатах Фінляндії провів 226 матчів (44+65), у плей-оф — 39 матчів (6+6).
У складі національної збірної Фінляндії учасник чемпіонату світу 2014 (3 матчі, 0+0); учасник EHT 2011, 2012, 2013, 2014, 2015. У складі молодіжної збірної Фінляндії учасник чемпіонату світу 2006. У складі юніорської збірної Фінляндії учасник чемпіонату світу 2004.
Досягнення
- Срібний призер чемпіонату світу (2014)
- Чемпіон Фінляндії (2006, 2011), бронзовий призер (2005)
- Володар Континентального кубка (2013)
- Бронзовий призер молодіжного чемпіонату світу (2006).